# Якушевск
Якушевск — деревня в Корткеросском районе республики Коми в составе сельского поселения Вомын.

## География
Расположена на правом берегу Вычегды примерно в 50 км по прямой на восток-северо-восток от районного центра села Корткерос.

## История
Официальная дата основания 1674 год.

## Население
Постоянное население  составляло 82 человека (коми 92%) в 2002 году, 61 в 2010 .